# 1983-as Formula–1 holland nagydíj
A holland nagydíj volt az 1983-as Formula–1 világbajnokság tizenkettedik futama.

## Futam
| Helyezés | #  | Versenyző          | Csapat/Motor      | Körök | Idő/Kiesés oka | Rajthely | Pontszám |
| -------- | -- | ------------------ | ----------------- | ----- | -------------- | -------- | -------- |
| 1        | 28 | René Arnoux        | Ferrari           | 72    | 1:38:41,950    | 10       | 9        |
| 2        | 27 | Patrick Tambay     | Ferrari           | 72    | + 20,839       | 2        | 6        |
| 3        | 7  | John Watson        | McLaren-Ford      | 72    | + 43,741       | 15       | 4        |
| 4        | 35 | Derek Warwick      | Toleman-Hart      | 72    | + 1:16,839     | 7        | 3        |
| 5        | 23 | Mauro Baldi        | Alfa Romeo        | 72    | + 1:24,292     | 12       | 2        |
| 6        | 3  | Michele Alboreto   | Tyrrell-Ford      | 71    | + 1 kör        | 18       | 1        |
| 7        | 40 | Stefan Johansson   | Spirit-Honda      | 70    | + 2 kör        | 16       |          |
| 8        | 29 | Marc Surer         | Arrows-Ford       | 70    | + 2 kör        | 14       |          |
| 9        | 6  | Riccardo Patrese   | Brabham-BMW       | 70    | + 2 kör        | 6        |          |
| 10       | 26 | Raul Boesel        | Ligier-Ford       | 70    | + 2 kör        | 24       |          |
| 11       | 31 | Corrado Fabi       | Osella-Alfa Romeo | 68    | Motorhiba      | 25       |          |
| 12       | 33 | Roberto Guerrero   | Theodore-Ford     | 68    | + 4 kör        | 20       |          |
| 13       | 36 | Bruno Giacomelli   | Toleman-Hart      | 68    | Kicsúszás      | 13       |          |
| 14       | 30 | Thierry Boutsen    | Arrows-Ford       | 65    | Motorhiba      | 21       |          |
| Kiesett  | 1  | Keke Rosberg       | Williams-Ford     | 53    | Gyújtás        | 23       |          |
| Kizárva  | 9  | Manfred Winkelhock | ATS-BMW           | 50    | Kizárva        | 9        |          |
| Kiesett  | 5  | Nelson Piquet      | Brabham-BMW       | 41    | Ütközés        | 1        |          |
| Kiesett  | 15 | Alain Prost        | Renault           | 41    | Kicsúszás      | 4        |          |
| Kiesett  | 16 | Eddie Cheever      | Renault           | 39    | Elektronika    | 11       |          |
| Kiesett  | 2  | Jacques Laffite    | Williams-Ford     | 37    | Meghajtás      | 17       |          |
| Kiesett  | 12 | Nigel Mansell      | Lotus-Renault     | 26    | Kicsúszás      | 5        |          |
| Kiesett  | 8  | Niki Lauda         | McLaren-TAG       | 25    | Fékek          | 19       |          |
| Kiesett  | 4  | Danny Sullivan     | Tyrrell-Ford      | 20    | Motorhiba      | 26       |          |
| Kiesett  | 11 | Elio de Angelis    | Lotus-Renault     | 12    | Elektronika    | 3        |          |
| Kiesett  | 22 | Andrea de Cesaris  | Alfa Romeo        | 5     | Motorhiba      | 8        |          |
| Kiesett  | 25 | Jean-Pierre Jarier | Ligier-Ford       | 3     | Felfüggesztés  | 22       |          |
| NK       | 32 | Piercarlo Ghinzani | Osella-Alfa Romeo |       |                |          |          |
| NK       | 34 | Johnny Cecotto     | Theodore-Ford     |       |                |          |          |
| NK       | 17 | Kenny Acheson      | RAM-Ford          |       |                |          |          |

## A világbajnokság élmezőnyének állása a verseny után
| H  | Versenyzők     | Pont | H  | Konstruktőrök | Pont |
| -- | -------------- | ---- | -- | ------------- | ---- |
| 1. | Alain Prost    | 51   | 1. | Ferrari       | 80   |
| 2. | René Arnoux    | 43   | 2. | Renault       | 68   |
| 3. | Nelson Piquet  | 37   | 3. | Brabham-BMW   | 41   |
| 4. | Patrick Tambay | 37   | 4. | Williams-Ford | 36   |
| 5. | Keke Rosberg   | 25   | 5. | McLaren-Ford  | 34   |

## Statisztikák
Vezető helyen:
- Nelson Piquet: 41 (1-41)
- René Arnoux: 31 (42-72)

René Arnoux 7. győzelme, 10. leggyorsabb köre, Nelson Piquet 8. pole-pozíciója.
- Ferrari 88. győzelme.